# Robert Hoozee
Robert Hoozee (Wilrijk, 21 juni 1949 – Gent, 21 februari 2012) was een Belgisch kunsthistoricus, curator en museumdirecteur.

## Biografie
Robert Hoozee studeerde in 1971 af aan de Universiteit van Gent in de vakgroep Kunstgeschiedenis en Oudheidkunde met de verhandeling 'John Constable 1776-1837. Het realisatieproces.' In 1975 promoveerde hij tot doctor in de Kunstgeschiedenis aan de Gentse Universiteit met 'John Constable (1776-1837). Kritische stijlstudie van zijn werken en analyse van het realisatieproces in zijn kunst. Bijdrage tot de geschiedenis van de landschapschilderkunst in de 19de eeuw'. In 1979 verscheen van zijn hand 'L'Opera Completa di Constable' bij de Italiaanse uitgeverij Rizzoli Editore uit Milaan, nog steeds een referentiewerk over deze Engelse landschapschilder.
In 1976 begon hij zijn carrière in het museumwezen als assistent in de Koninklijke Musea voor Schone Kunsten van België te Brussel. Vervolgens werd hij in 1978 benoemd als assistent in het Museum voor Schone Kunsten van Gent, vanaf 1982 werd hij er directeur ad interim en vanaf 1985 directeur. Onder zijn impuls groeide de Gentse collectie uit tot een referentie op het vlak van Belgische kunst van de negentiende en de vroege twintigste eeuw. Zijn eerste tentoonstellingen 'Veertig kunstenaars rond Karel van de Woestijne' (1979) en 'Het landschap in de Belgische kunst 1830-1914' (1980) vormden de basis voor verder kunsthistorisch onderzoek en voor zijn aankoop- en tentoonstellingsbeleid. Tevens plaatste hij de Belgische kunst in een internationale context wat eveneens zijn weerslag vond in aankopen en in internationaal gerenommeerde exposities zoals 'Parijs-Brussel, Paris-Bruxelles' (1997) en 'British Vision' (2007). Daarnaast had Robert Hoozee bijzondere aandacht voor werken op papier waardoor het museum een betekenisvolle collectie tekeningen en grafiek bezit, onder meer het volledige grafische werk van James Ensor. Samen met een team van specialisten richtte hij het Ensor Advisory Committee op, een studiegroep die het werk van de kunstenaar grondig onderzoekt.
Als directeur hechtte hij ook grote waarde aan de ontsluiting, de educatieve omkadering en de presentatie van de collectie. Door de ingrijpende technische renovatie uit de jaren 2003-2007 van het gebouw leidde hij het museum de eenentwintigste eeuw binnen zonder het oorspronkelijke karakter van het historische gebouw van Charles van Rysselberghe aan te tasten. Internationaal wordt het Museum voor Schone Kunsten van Gent beschouwd als een van de mooiste kunsttempels in Europa.
Robert Hoozee was sinds 1991 lid van de Koninklijke Vlaamse Academie van België voor Wetenschappen en Kunsten te Brussel. Vanaf 2001 was hij lid van het directiecomité van de Vlaamse kunstcollectie, een samenwerkingsverband tussen het Groeningemuseum Brugge, het Museum voor Schone Kunsten van Gent en het Koninklijk Museum voor Schone Kunsten Antwerpen..
In 1997 kandideerde Robert Hoozee voor de open betrekking van hoofdconservator van het Koninklijk Museum voor Schone Kunsten Antwerpen. Na een open selectieprocedure werd hij voor een periode van zes jaar aangesteld. Na nauwelijks drie dagen in Antwerpen aan het werk te zijn geweest, nam Hoozee ontslag en keerde terug naar zijn stoel in het Gentse museum. Volgens Hoozee was zijn beslissing puur emotioneel, woog het gevoel Gent te verraden te zwaar. In een opiniestuk in De Morgen van 9 oktober 1997 nuanceerde voorzitter van de Raad van de Musea Ludo Bekkers:  ‘Het is een publiek geheim dat een deel van de museumstaf niet gebrand was op een externe pottenkijker (…). Bekkers wees er voorts nog op dat tijdens de interim-periode een tentoonstellingsprogramma voor vijf jaar werd vast gelegd, zodat een nieuwe hoofdconservator nog weinig speelruimte had om een eigen beleid uit te werken.         
Robert Hoozee overleed na een langdurige ziekte te Gent op 62-jarige leeftijd.

## Hommage
In zijn afscheidsrede bij de uitvaart van Robert Hoozee bracht Roger Marijnissen, als lid van de Koninklijke Academie voor Wetenschappen en Kunsten, hem hulde met de volgende woorden:
Ik heb Robert pas beter leren kennen toen ik lid werd van de toenmalige museumcommissie. Het was onze taak de renovatie van het museum te volgen. Een onderneming die allesbehalve routine was. Robert heeft ze op zijn niveau voorbeeldig begeleid en meteen in alle discretie zijn professionele bevoegdheid als hoofd van een belangrijke  verzameling bewezen. Hij heeft een museum nagelaten dat door zijn beleid een prachtig en werkzaam instrument geworden is. De tentoonstellingen die hij met trefzekere smaak, grondige kennis en acceptabele risico’s bracht, getuigen van zijn inzicht. Constable bijvoorbeeld is een schilder voor échte liefhebbers van schilderkunst. Robert trachtte dat duidelijk te maken - zonder zijn voorkeur op te dringen. Gewoon een museumman die het publiek - van de gewone man tot de vakspecialist - kwaliteit wou bieden. Met een scheut Brits flegma.  Was de kunst van de oude meesters niet zijn werkterrein, toch was hij bekommerd over dat zeer belangrijk deel van de collectie die hem was toevertrouwd. Hij had een scherp verantwoordelijkheidsbesef.   Ik herinner mij een terloops gesprek over de expertisemethode die hierin bestaat vooraf een lijstje te maken van alles wat het betrokken schilderij niet is. Toegepast op Robert:  Hij was geen tafelspringer - geen perorerende erudiet - geen extroverte prater - geen televisiegeil personage - geen marskramer - geen certificaten schrijvende autoriteit.  Kortom: een oerdegelijke vakman. Hij wist hoofdzaak en bijzaak te onderscheiden, een duidelijke blijk van intelligentie. De bling-bling schuwde hij als de pest. Een man mét cultuur - en bovendien minzaam. Wars van cynisme.  De dag van zijn overlijden werd ik opgebeld door een vakgenoot. Hij zei over Robert : oui, c’était un homme sérieux.   Beseffen wij in ons museummilieu wel goed wat het betekent als iemands professionele ernst erkennen zowaar gaat klinken als een ontzaglijk huldebetoon?   Robert, vriend Robert, Ik ben een van de velen die je zullen missen. En dat is geen formule.  Ik vrees, Robert, dat je verdwijnen een enorme bres slaat in de dijk.   Realiseer je essentie en je zal getuige zijn van het einde zonder einde, aldus een oude Chinese wijsheid. Jij, Robert, jij hebt je essentie gerealiseerd.
In 2014 bracht het Museum voor Schone Kunsten van Gent een hommage-tentoonstelling onder de titel "Zonnewende".
Er verscheen tegelijk een herdenkingsboek met een levensbeschrijving en bibliografie van Robert Hoozee en met verder diverse bijdragen door een grote schare collega's. De meeste bijdragen leunen direct aan bij de interessesfeer van Robert Hoozee.
Ook in 2014 werd het parkje tussen het MSK en het Overpoort-verkeersplein het Robert Hoozeepark. 

## Een keuze uit de tentoonstellingen
- Veertig kunstenaars rond Karel van de Woestijne, 1979
- Het landschap in de Belgische kunst 1830-1914, 1980
- George Minne en de kunst rond 1900, 1982. Catalogus van de tentoonstelling samengesteld door Robert Hoozee. Zie George Minne. Boek: wet. depot. N° D/1982/0341/57.
- Ik James Ensor : tekeningen en prenten, 1987
- Vlaams expressionisme in Europese context 1900-1930, 1990
- Wilhelm Lehmbruck - George Minne - Joseph Beuys, 1991
- Parijs-Brussel. Brussel-Parijs, realisme, impressionisme, symbolisme, art nouveau : de artistieke dialoog tussen Frankrijk en België, 1848-1914, 1997
- Brussel kruispunt van culturen, 2000
- British vision : observatie en verbeelding in de Britse kunst 1750-1950, 2007-2008
- De wereld van George Minne & Maurice Maeterlinck, 2011-2012
- John Constable : olieverfschetsen uit het Victoria and Albert Museum, Londen, 2011-2012

Voor een volledig overzicht van tentoonstellingen, catalogi en publicaties:
zie het herdenkingsboek, Hommage Robert Hoozee, Museum voor Schone Kunsten 1982-2012, 2014 en de Bibliotheek van het MSK Gent